# 観世雅雪
観世 雅雪（かんぜ がせつ、1898年4月11日 - 1988年8月22日）は、日本の能楽師。七世観世銕之丞。
観世紅雪の四男、観世華雪の弟として浅草鳥越町に生れる。1918年（大正7年）、織雄と名乗る。1924年（大正13年）、華雪の養女としやと結婚。1947年（昭和22年）、七世観世銕之丞を襲名、1966年（昭和41年）には銕仙会が芸術祭賞を受賞。銕仙会の黄金時代を築き、1972年（昭和47年）、芸術選奨文部大臣賞受賞。1979年（昭和54年）、雅雪と号する。
長男は観世寿夫、次男は観世栄夫、四男は八世観世銕之亟。

## 作品

### DVD
- 能楽名演集 観世流「鞍馬天狗・白頭」梅若実／「恋重荷」観世銕之丞（雅雪）、NHKエンタープライズ